# Pampa del Trigal
Pampa del Trigal es un caserío peruano ubicado en el distrito de Casitas, perteneciente a la provincia de Contralmirante Villar del departamento de Tumbes, al norte del Perú. 

## Ubicación
Pampa del Trigal se ubica al norte de la provincia de Contralmirante Villar, en el distrito de Casitas, en el departamento de Tumbes.

## Demografía
En 2017 Pampa del Trigal tenía una población de 68 habitantes.
| Gráfica de evolución demográfica de Pampa del Trigal entre 1993 y 2017 |
|                                                                        |
| Fuentes: Población 1993 y 2017                                         |